# Telmatobius necopinus
Telmatobius necopinus és una espècie de granota que viu al Perú.